# NBC Daytime
NBC Daytime é um bloco de programação da NBC, cujos principais competidores são CBS Daytime e ABC Daytime, das concorrentes CBS e ABC, respectivamente.

## História
O bloco de programação NBC Daytime surgiu na década de 50, em um horário no qual muitos não assistiam televisão. Os principais programas desta fase inicial foram Howdy Doody e Today, que continua no ar até hoje, apesar das várias mudanças no elenco de apresentadores, e é o programa mais visto pelas manhãs nos Estados Unidos da América.
Ainda nos anos 50, começaram a ser exibidas as primeiras telenovelas no início da tarde, como Fairmeadows USA, Modern Romances e Three Steps to Heaven, além de Hawkins Falls, que foi transferida do horário nobre. Na década de 60, surgiriam novas telenovelas que viriam a garantir lugar na programação da emissora por um longo tempo, especialmente Another World, que foi o programa de maior audiência do NBC Daytime por toda a década, e Days of Our Lives, que continua no ar ininterruptamente desde 1965.
Outros destaques da programação diurna da emissora eram os game shows, que se tornaram populares especialmente nos anos 60. Entre os mais importantes estão alguns que podem ser vistos ao redor de todo o mundo, com a venda de seus formatos para outras emissoras, como The Price Is Right, Concentration, The Gong Show e Jeopardy!.
Nos anos 70, as telenovelas sofreram uma queda, enquanto a ABC ressuscitava seu daytime com programas de sucesso como All My Children e One Life to Live, bem como o inesperado ressurgimento de General Hospital, que na década seguinte, já seria líder de audiência. Telenovelas de baixa audiência como Somerset e For Richer, For Poorer foram canceladas ainda nos primeiros anos de exibição.
Na década de 80, o NBC Daytime conseguiu subir por um breve período na audiência, influenciado pela recuperação de Days of Our Lives (que havia tomado o lugar de Another World como telenovela mais assistida da NBC) e o lançamento de Santa Barbara em 1984. No final desta década, Generations foi lançada, numa tentativa de aproveitar a boa fase, porém, consolidou-se como um fracasso de uma maneira geral, já que durante o período em que esteve no ar, nunca conseguiu sair do último lugar na audiência.
Os anos 90 viram uma queda brusca da popularidade dos programas diurnos tradicionais (telenovelas e game shows), enquanto os programas de entrevistas ganhavam espaço. Todos os game shows foram removidos da grade de programação da NBC em 1994, Another World foi cancelada no final da década, e Passions a substituiu, apesar dos protestos dos fãs.
Na década seguinte, o Today se firmou como o principal programa matutino de todas as emissoras estadunidenses, embora o NBC Daytime, de um modo geral, tenha se tornado muito frágil. Em 2007, Passions foi cancelada pela emissora após 8 temporadas de relativo sucesso, e encontrou uma nova casa no canal exclusivo da DirecTV, o 101, mas pouco depois foi cancelada definitivamente. Days of Our Lives mantém uma audiência razoável, porém, também corre o risco de ser cancelada em 2009, segundo o presidente da NBC, Jeff Zucker.

## Programas extintos
| Telenovelas - Another World (1964-1999) - Ben Jerrod, Attorney at Law (1963) - Bright Promise (1969-1972) - The Doctors (1963-1982) - Fairmeadows USA (1951-1952) - From These Roots (1958-1961) - Generations (1989-1991) - Hawkins Falls (1951-1955) - Hidden Faces (1968-1969) - How to Survive a Marriage (1974-1975) - Lovers and Friends / For Richer, For Poorer (1977-1978) - Modern Romances (1954-1958) - Moment of Truth (1965) - Morning Star (1965-1966) - Our Five Daughters (1962) - Paradise Bay (1965-1966) - Passions (1999-2007) - Return to Peyton Place (1972-1974) - Santa Barbara (1984-1993) - Search for Tomorrow (1982-1986) - Somerset (1970-1976) - Sunset Beach (1997-1999) - Texas (1980-1982) - Three Steps to Heaven (1953-1954) - Young Doctor Malone (1958-1963) | Game shows - Blockbusters (1980-1982, 1987) - Card Sharks (1978-1981) - Concentration (1958-1973) - Classic Concentration (1987-1991) - Eye Guess (1966-1969) - The Gong Show (1976-1978) - High Rollers (1974-1976, 1978-1980) - The Hollywood Squares (1966-1980) - Jeopardy! (1964-1975, 1978-1979) - The Match Game (1962-1969) - Password Plus (1979-1982) - The Price Is Right (1956-1963) - Queen for a Day (1956-1960) - Sale of the Century (1969-1973, 1983-1989) - Scattergories (1993) - Scrabble (1984-1990, 1993) - Super Password (1984-1989) - Three on a Match (1971-1974) - Time Machine (1985) - To Tell The Truth (1990-1991) - Wheel of Fortune (1975-1989, 1991) - Win, Lose or Draw (1987-1989) - Winning Streak (1974-1975) - Wordplay (1986-1987) - You Don't Say! (1963-1969) - Let's Make a Deal (1967, 1963-1968, 1990-1991) - The Magnificent Marble Machine (1975-1976) - Las Vegas Gambit (1980-1981) - The Match Game-Hollywood Squares Hour (1983-1984) - Your Number's Up (1985) - Mindreaders (1979-1980) - Chain Reaction (1980) - Name That Tune (1974-1975, 1977) - 50 Grand Slam (1976) - Stumpers! (1976) - Knockout (1977-1978) - Battlestars (1981-1982) - The New Battlestars (1983) - Hot Potato (1984) - Go! (1983-1984) - Dream House (1983-1984) - It Takes Two (1969-1970) - Hit Man! (1983) - Tic Tac Dough (1956-1959) - All Star Secrets (1979) - Celebrity Sweepstakes (1974-1976) - Family Secret (1993) - Caesars Challenge (1993-1994) |